# Нечаев, Арсентий Алексеевич
Арсе́нтий Алексе́евич Неча́ев (10 декабря 1910 года — 7 апреля 1989 года) — капитан Советской Армии, участник Великой Отечественной войны, Герой Советского Союза.

## Биография
Родился 10 декабря 1910 года в деревне Блевчицы (сейчас Копыльский район, Минская область). Окончил 9 классов. В 1929 году переехал в Минск, работал на заводах «Коммунар», «Энергия». С 1934 года жил в Москве, работал шофёром, механиком, а затем начальником гаража автобазы Центросоюза.
В РККА с 1932 года по 1934 год, в 1939 году вернулся в армию. В 1939 году окончил Курсы усовершенствования комсостава.
В боях Великой Отечественной войны с июля 1941 года. Воевал на Ленинградском, Волховском и 1-м Белорусском фронтах. Был командиром артиллерийской батареи.
Участвовал в строительстве оборонительных сооружений под Тулой, прорыва блокады Ленинграда, освобождении городов Пскова, Торопца, Риги, взятии города Данцига.
Участник штурма Берлина. В ходе уличных боёв в Берлине 28 апреля 1945 года Нечаев выкатил гаубицы на прямую наводку и разрушил несколько опорных пунктов противника. 29 апреля несколько часов ему удавалось вести бой в окружении, умело руководя круговой обороной. Был контужен и ранен, но продолжал обстреливать неприятеля. Своими героическими действиями помог стрелковым подразделениям овладеть центральной ратушей Берлина и водрузить на её куполе советский флаг.
Указом Президиума Верховного Совета СССР от 15 мая 1946 года за образцовое выполнение боевых заданий командования на фронте борьбы с немецко-фашистскими захватчиками и проявленные при этом отвагу и геройство гвардии старшему лейтенанту Нечаеву было присвоено звание Героя Советского Союза.
В 1945 году Нечаев ушёл в запас в звании капитана. Жил в городе Лысьва. До 1972 года работал на заводе по выпуску кухонных плит, затем ушёл на пенсию.
Скончался 7 апреля 1989 года.

## Награды
- Медаль «Золотая Звезда» № 8971.
- Орден Ленина.
- Орден Красного Знамени.
- Орден Отечественной войны I степени.
- Орден Отечественной войны II степени.
- Другие награды.

## Память
- В Лысьве на Аллее героев установлен бюст Нечаева.